# Boivão
Boivão est une paroisse civile portugaise (en portugais : freguesia) de la municipalité de Valença, dans le district de Viana do Castelo.
Lors du recensement de 2021, Boivão compte 185 habitants.